# Salvador Fidalgo
Salvador Fidalgo (La Seu d'Urgell, 6 agosto 1756 – Tacubaya, 27 settembre 1803) è stato un militare ed esploratore spagnolo che comandò una spedizione esplorativa in Alaska e nel Pacifico nord-occidentale alla fine del XVIII secolo.

## Biografia
Fidalgo nacque a la Seu d'Urgell, nella provincia spagnola di Lleida, erede di una famiglia nobile della Navarra. Si arruolò nella marina spagnola come guardiamarina a Cadice. Nel 1778 fu promosso a tenente di vascello ed assegnato alla base navale di San Blas, in Messico.

## Contesto storico
Le pretese spagnole su Alaska e Pacifico nord-occidentale risalivano ad una bolla papale del 1493 (Inter Caetera) ed ai diritti contenuti nel Trattato di Tordesillas del 1494; questi due atti garantivano alla Spagna il diritto esclusivo di colonizzare l'emisfero occidentale (escluso il Brasile), compresa la costa occidentale dell'America settentrionale. La prima spedizione europea a raggiungere quella costa fu quella guidata dallo spagnolo Vasco Núñez de Balboa, il quale arrivò alla costa pacifica di Panama nel 1513. Balboa reclamò l'intero oceano Pacifico per conto della corona spagnola, oltre che tutte le terre da esso bagnate, compresa la costa pacifica nordamericana. Questa cosa rese ancora più valide le pretese spagnole.
Non essendoci state rivendicazioni di altri stati, l'impero spagnolo non esplorò né colonizzò la costa nei 250 anni che seguirono. Alla fine del 1700, dato l'avvicinarsi dell'impero russo e dell'impero britannico, la Spagna decise di investigare l'estensione di queste due nuove colonizzazioni.

## Spedizione Fidalgo

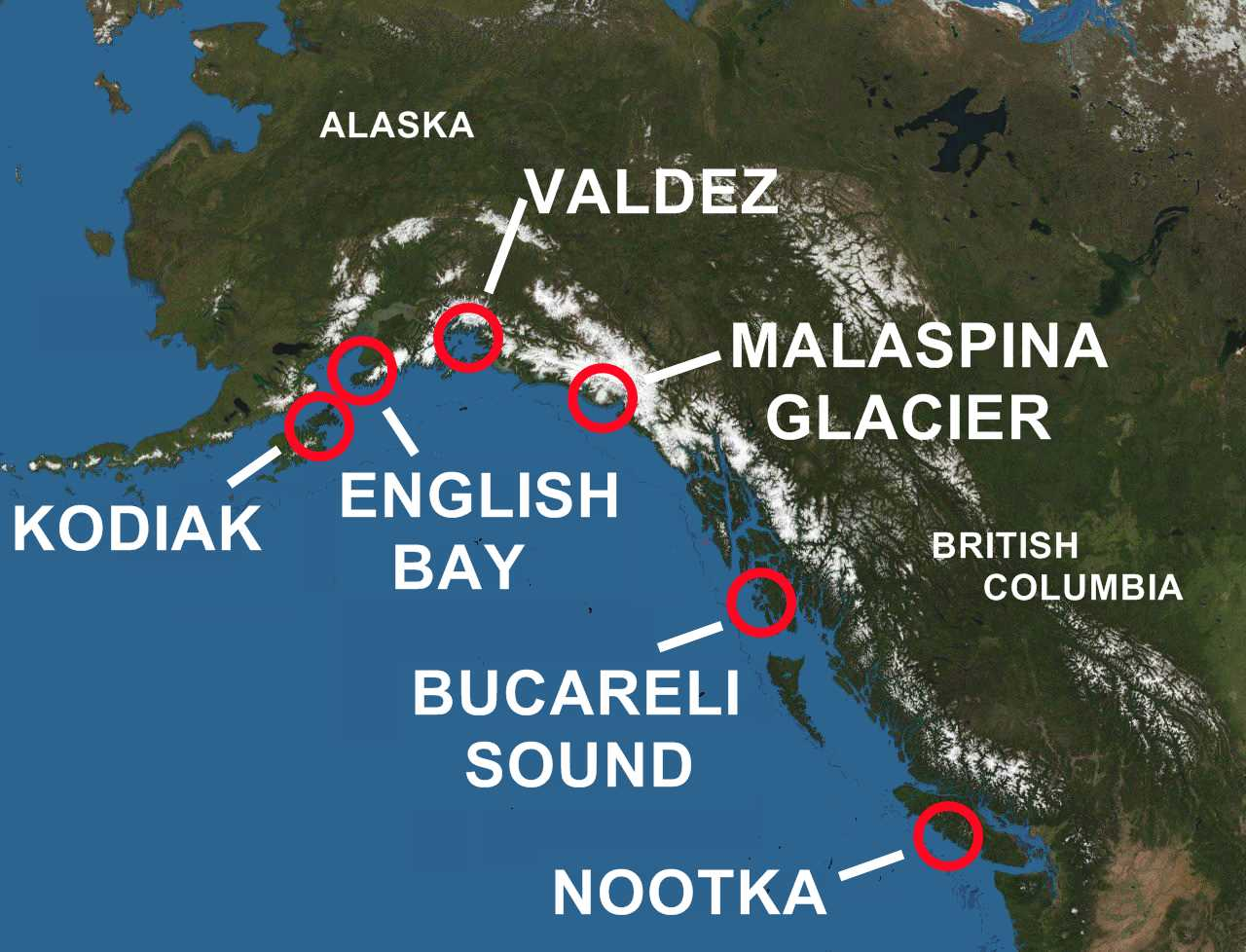
Posizione dei contatti spagnoli nel Pacifico nord-occidentale

Nel 1790, sotto la guida di Juan Vicente de Güemes Padilla Horcasitas y Aguayo, viceré della Nuova Spagna, Fidalgo fu inviato presso l'insediamento spagnolo più settentrionale, San Lorenzo de Nootka, poco al largo dell'attuale isola di Vancouver. Nel maggio 1790 Fidalgo salpò da Nootka per raggiungere, alcune settimane dopo, l'odierna Cordova (Alaska). La spedizione non trovò segno di russi, e commerciò con i nativi della zona. Il 3 giugno 1790 si ancorarono al largo di Orca Inlet, e con una cerimonia formale Fidalgo innalzò una grande croce in legno, riaffermando la sovranità spagnola e chiamando il luogo Puerto Córdova. Fidalgo proseguì lungo la costa dell'Alaska, raggiungendo Gravina Point dove ripeté la cerimonia. Il 15 giugno scoprì un porto che chiamò Puerto Valdez, da Antonio Valdés, allora ministro della marina spagnola.
Il 4 luglio la spedizione ebbe il primo contatto con i russi, sulla costa sud-occidentale della penisola Kenai, che Fidalgo chiamò Puerto Revillagigedo. La spedizione fece pressione sull'insediamento russo dell'isola Kodiak. Fidalgo ricevette una delegazione russa a bordo della sua nave, ed il 5 luglio celebrò una nuova cerimonia, vicino all'avamposto russo di Alexandrovsk (oggi English Bay o Nanwalek (Alaska)), a sud-ovest di Anchorage sulla penisola Kenai.
Fidalgo riportò la spedizione a San Blas, dove giunse il 15 novembre 1790.

## Neah Bay
Nel 1792 Salvador Fidalgo fu assegnato alla fondazione dell'avamposto spagnolo a Neah Bay (il nome spagnolo era Bahía de Núñez Gaona), sulla costa sud-occidentale dello stretto di Juan de Fuca (oggi nello stato di Washington). Giunse da San Blas sulla corvetta Princesa il 28 maggio 1792. Subito fu creato un giardino, una stalla con molte mucche, pecore, maiali e capre, ed una palizzata con una piccola guarnigione.
Il forte fu costruito durante le negoziazioni della convenzione di Nootka tra Spagna e Gran Bretagna, nel corso della crisi di Nootka. Ancora non si sapeva se l'avamposto spagnolo della Baia di Nootka sarebbe stato ceduto ai britannici o meno. Il lavoro di Fidalgo a Neah Bay era in previsione di un possibile spostamento del forte spagnolo.
Nell'autunno del 1792 vi fu un conflitto tra i Makah, nativi di Neah Bay, e gli spagnoli. Il secondo in comando di Fidalgo, il pilota Antonio Serantes, fu ucciso per vendicare il fatto che Fidalgo aveva ucciso molti Makah. Per questo motivo Fidalgo fu severamente sgridato dai superiori. L'avamposto di Neah Bay fu abbandonato, e Fidalgo richiamato a Nootka.

## Vecchiaia
Nel 1794 Salvador Fidalgo fu promosso capitano di fregata. Nel 1795 salpò per le Filippine per consegnare documenti diplomatici. Nel 1801 represse una ribellione dei nativi americani sull'isola di Tiburón, nel Golfo di California.

## Morte
Morì il 27 settembre 1803 a Tacubaya, nei pressi di Città del Messico.

## Retaggio
L'isola di Fidalgo, vicino a Puget Sound, prende il nome da lui.